# Cosmophasis micans
Cosmophasis micans är en spindelart som först beskrevs av Koch L. 1880.  Cosmophasis micans ingår i släktet Cosmophasis och familjen hoppspindlar. Inga underarter finns listade i Catalogue of Life.